# Liste des saisons de la LNH
Cette page présente une liste des saisons de la Ligue nationale de hockey, ligue professionnelle de hockey sur glace d'Amérique du Nord. Depuis les débuts de la ligue, en 1917, seuls les Canadiens de Montréal et la franchise des Maple Leafs de Toronto ont toujours évolué dans la LNH. Les Canadiens sont l'équipe la plus titrée avec vingt-trois titres de champions de la LNH lors des saisons régulières et vingt-quatre Coupes Stanley.

## Les premiers temps (1917-1942)
La Ligue nationale de hockey est créée le 26 novembre 1917 après une rencontre entre les représentants de l'Association nationale de hockey à l’hôtel Windsor de Montréal. Les propriétaires des Canadiens de Montréal, Wanderers de Montréal, Sénateurs d'Ottawa, Bulldogs de Québec et Arenas de Toronto (futurs Maple Leafs de Toronto) décident de créer une nouvelle ligue afin d'exclure Edward J. Livingston, propriétaire de la concession de l'Association nationale de hockey des Blueshirts de Toronto, et ainsi ne pas lui permettre d'être impliqué dans leurs futures opérations de hockey.
Les Bulldogs de Québec ne jouent pas la première saison et très rapidement après le début de celle-ci, avec l'arrêt Wanderers, seulement trois équipes finissent la saison. Les trois mêmes équipes débutent la deuxième saison avant que Québec rejoigne la LNH en 1919. En 1924-1925, deux nouvelles villes ouvrent la voie aux expansions de la LNH au Canada et aux États-Unis.
| No | Saison    | Nb. | PJ | Premier match     | Dernier match | Meilleure équipe de la saison                                                                | Champion de la LNH     | Remarque |
| -- | --------- | --- | -- | ----------------- | ------------- | -------------------------------------------------------------------------------------------- | ---------------------- | --- |
| 1  | 1917-1918 | 4   | 22 | 19 décembre 1917  | 13 mars 1918  | Canadiens de Montréal (10-4-0) (première moitié) Arenas de Toronto (5-3-0) (deuxième moitié) | Arenas de Toronto      | La saison se finit avec trois équipes à la suite de l'arrêt des Wanderers en janvier 1918,.                                                                |
| 2  | 1918-1919 | 3   | 18 | 19 décembre 1918  | 6 mars 1919   | Canadiens de Montréal (7-3-0) (première moitié) Sénateurs d'Ottawa (7-1-0) (deuxième moitié) | Canadiens de Montréal  | La finale de la Coupe Stanley ne se joue en raison de la grippe espagnole.                                                                                 |
| 3  | 1919-1920 | 4   | 24 | 23 décembre 1919  | 10 mars 1920  | Sénateurs d'Ottawa (9-3-0) (première moitié) Sénateurs d'Ottawa (10-2-0) (deuxième moitié)   | Sénateurs d'Ottawa     | Les Bulldogs de Québec rejoignent la LNH. Les Sénateurs remportent les deux parties du championnat, il n'y a donc pas de séries de la LNH.                 |
| 4  | 1920-1921 | 4   | 24 | 22 décembre 1920  | 15 mars 1921  | Sénateurs d'Ottawa (8-2-0) (première moitié) St. Pats de Toronto (10-4-0) (deuxième moitié)  | Sénateurs d'Ottawa     | Les Bulldogs de Québec deviennent les Tigers de Hamilton.                                                                                                  |
| 5  | 1921-1922 | 4   | 24 | 17 décembre 1921  | 13 mars 1922  | Sénateurs d'Ottawa (14-8-2)                                                                  | St. Pats de Toronto    | |
| 6  | 1922-1923 | 4   | 24 | 16 décembre 1922  | 9 mars 1923   | Sénateurs d'Ottawa (14-9-1)                                                                  | Sénateurs d'Ottawa     | |
| 7  | 1923-1924 | 4   | 24 | 15 décembre 1923  | 11 mars 1924  | Sénateurs d'Ottawa (16-8-0)                                                                  | Canadiens de Montréal  | |
| 8  | 1924-1925 | 6   | 30 | 29 novembre 1924  | 13 mars 1925  | Tigers de Hamilton (19-10-1)                                                                 | Canadiens de Montréal  | Les Bruins de Boston et les Maroons de Montréal rejoignent la LNH. Les Cougars de Victoria de la Western Canada Hockey League remportent la Coupe Stanley. |
| 9  | 1925-1926 | 7   | 36 | 28 novembre 1925  | 27 mars 1926  | Sénateurs d'Ottawa (24-8-4)                                                                  | Maroons de Montréal    | Les Tigers de Hamilton arrêtent leurs activités alors que les Pirates de Pittsburgh et les Americans de New York rejoignent la LNH.                        |
| 10 | 1926-1927 | 10  | 44 | 18 novembre 1926  | 13 avril 1927 | Sénateurs d'Ottawa (30-10-4)                                                                 | Sénateurs d'Ottawa     | Les Black Hawks de Chicago, les Cougars de Détroit et les Rangers de New York rejoignent la LNH.                                                           |
| 11 | 1927-1928 | 10  | 44 | 15 novembre 1927  | 14 avril 1928 | Canadiens de Montréal (26-11-7)                                                              | Rangers de New York    | |
| 12 | 1928-1929 | 10  | 44 | 15 novembre 1928  | 29 mars 1929  | Canadiens de Montréal (22-7-15)                                                              | Bruins de Boston       | |
| 13 | 1929-1930 | 10  | 44 | 14 novembre 1929  | 3 avril 1930  | Bruins de Boston (38-5-1)                                                                    | Canadiens de Montréal  | |
| 14 | 1930-1931 | 10  | 44 | 11 novembre 1930  | 14 avril 1931 | Bruins de Boston (28-10-6)                                                                   | Canadiens de Montréal  | Les Pirates de Pittsburgh deviennent les Quakers de Philadelphie.                                                                                          |
| 15 | 1931-1932 | 8   | 48 | 12 novembre 1931  | 9 avril 1932  | Canadiens de Montréal (25-16-7)                                                              | Maple Leafs de Toronto | Les Quakers de Philadelphie arrêtent leurs activités alors que les Sénateurs d'Ottawa décident de faire une pause.                                         |
| 16 | 1932-1933 | 9   | 48 | 10 novembre 1932  | 13 avril 1933 | Bruins de Boston (25-15-8)                                                                   | Rangers de New York    | Les Sénateurs d'Ottawa reviennent au jeu. |
| 17 | 1933-1934 | 9   | 48 | 9 novembre 1933   | 10 avril 1934 | Maple Leafs de Toronto (26-13-9)                                                             | Black Hawks de Chicago | |
| 18 | 1934-1935 | 9   | 48 | 8 novembre 1934   | 9 avril 1935  | Maple Leafs de Toronto (30-14-4)                                                             | Maroons de Montréal    | Les Sénateurs d'Ottawa deviennent les Eagles de Saint-Louis.                                                                                               |
| 19 | 1935-1936 | 8   | 48 | 7 novembre 1935   | 11 avril 1936 | Red Wings de Détroit (24-16-8)                                                               | Red Wings de Détroit   | Les Eagles de Saint-Louis arrêtent leurs activités. |
| 20 | 1936-1937 | 8   | 48 | 5 novembre 1936   | 15 avril 1937 | Red Wings de Détroit (25-14-9)                                                               | Red Wings de Détroit   | |
| 21 | 1937-1938 | 8   | 48 | 4 novembre 1937   | 12 avril 1938 | Bruins de Boston (30-11-7)                                                                   | Black Hawks de Chicago | |
| 22 | 1938-1939 | 7   | 48 | 3 novembre 1938   | 16 avril 1939 | Bruins de Boston (36-10-2)                                                                   | Bruins de Boston       | Les Maroons de Montréal arrêtent leurs activités. |
| 23 | 1939-1940 | 7   | 48 | 2 novembre 1939   | 13 avril 1940 | Bruins de Boston (31-12-5)                                                                   | Rangers de New York    | |
| 24 | 1940-1941 | 7   | 48 | 3 novembre 1940   | 12 avril 1941 | Bruins de Boston (27-8-13)                                                                   | Bruins de Boston       | |
| 25 | 1941-1942 | 7   | 48 | 1er novembre 1941 | 18 avril 1942 | Rangers de New York (29-17-2)                                                                | Maple Leafs de Toronto | |

## La période des six équipes originales (1942-1967)

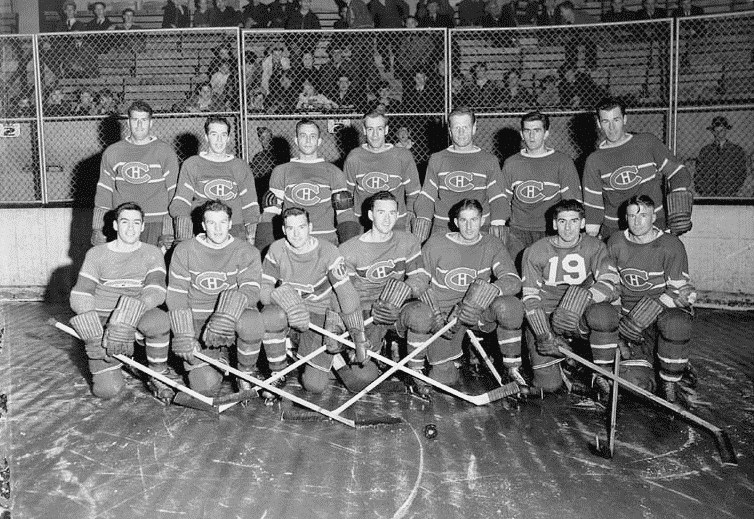
Les Canadiens de Montréal en octobre 1942.

Avant les débuts de la saison 1942-1943, les Americans de New York mettent fin à leurs activités. La LNH entame alors une période de vingt-cinq ans dite « ère des Six équipes originales de la LNH ». Pendant les vingt-cinq saisons suivantes, les Canadiens, les Maple Leafs, les Red Wings, les Bruins, les Rangers et les Black Hawks s'affrontent dans une ligue à six pour gagner la Coupe Stanley. Chaque saison, les quatre meilleures équipes se qualifient pour les séries de la Coupe.
Sur cette période, ce sont les Canadiens de Montréal qui sont les meilleurs, seule équipe avec un pourcentage de victoire supérieur à 50 %. Ils remportent également à dix reprises la Coupe Stanley et sont classés douze fois à la première place de la saison régulière. Moins présents au niveau des titres de champion de la saison régulière, les Maple Leafs remportent tout de même à onze reprises la fameuse Coupe Stanley. La domination des Canadiens est d'autant plus présente dans la deuxième moitié des années 1950 avec cinq Coupes Stanley consécutives ; l'équipe est alors sous la direction de Hector « Toe » Blake et compte dans ses rangs des joueurs comme Maurice Richard, Richard « Dickie » Moore, Jacques Plante, Jean Béliveau, Henri Richard, Doug Harvey ou encore Bernard Geoffrion.
Maurice Richard est un des grands joueurs de cette période, outre les nombreuses Coupes qu'il remporte, il fait parler de lui à plusieurs reprises. Ainsi, le 18 mars 1945, dernier jour de la saison 1944-1945, il inscrit son 50e but de la saison en cinquante matchs. Il devient ainsi le premier joueur de l'histoire de la LNH à inscrire 50 buts en 50 matchs. Il fait également la une des nouvelles en inscrivant le 325e but de sa carrière le 8 novembre 1952 contre les Black Hawks de Chicago. Par ce but, il dépasse le record du plus grand nombre de buts en carrière détenu par Nelson Stewart depuis la fin de sa carrière en 1939-1940. Richard met fin à sa carrière à la fin de la saison 1959-1960 avec un total de 544 buts en carrière.
Ce record tient jusqu'en 1963-1964 : au cours du mois de novembre, Gordie Howe inscrit le 545e but de sa carrière pour dépasser le record de Richard. Au cours de la saison 1957-1958, Willie O'Ree est aligné pour jouer deux matchs dans la LNH sous les couleurs des Bruins de Boston ; il est le premier joueur noir à évoluer dans la LNH.
| No | Saison    | PJ | Premier match   | Dernier match | Meilleure équipe de la saison     | Champion de la Coupe Stanley |
| -- | --------- | -- | --------------- | ------------- | --------------------------------- | ---------------------------- |
| 26 | 1942-1943 | 50 | 31 octobre 1942 | 8 avril 1943  | Red Wings de Détroit (25-14-11)   | Red Wings de Détroit         |
| 27 | 1943-1944 | 50 | 30 octobre 1943 | 13 avril 1944 | Canadiens de Montréal (38-5-7)    | Canadiens de Montréal        |
| 28 | 1944-1945 | 50 | 28 octobre 1944 | 22 avril 1945 | Canadiens de Montréal (38-8-4)    | Maple Leafs de Toronto       |
| 29 | 1945-1946 | 50 | 24 octobre 1945 | 9 avril 1946  | Canadiens de Montréal (28-17-5)   | Canadiens de Montréal        |
| 30 | 1946-1947 | 60 | 16 octobre 1946 | 19 avril 1947 | Canadiens de Montréal (34-16-10)  | Maple Leafs de Toronto       |
| 31 | 1947-1948 | 60 | 15 octobre 1947 | 14 avril 1948 | Maple Leafs de Toronto (32-15-13) | Maple Leafs de Toronto       |
| 32 | 1948-1949 | 60 | 13 octobre 1948 | 16 avril 1949 | Red Wings de Détroit (34-19-7)    | Maple Leafs de Toronto       |
| 33 | 1949-1950 | 60 | 12 octobre 1949 | 23 avril 1950 | Red Wings de Détroit (37-19-14)   | Red Wings de Détroit         |
| 34 | 1950-1951 | 70 | 11 octobre 1950 | 21 avril 1951 | Red Wings de Détroit (44-13-13)   | Maple Leafs de Toronto       |
| 35 | 1951-1952 | 70 | 11 octobre 1951 | 15 avril 1952 | Red Wings de Détroit (44-14-12)   | Red Wings de Détroit         |
| 36 | 1952-1953 | 70 | 9 octobre 1952  | 16 avril 1953 | Red Wings de Détroit (36-16-18)   | Canadiens de Montréal        |
| 37 | 1953-1954 | 70 | 8 octobre 1953  | 16 avril 1954 | Red Wings de Détroit (37-19-14)   | Red Wings de Détroit         |
| 38 | 1954-1955 | 70 | 7 octobre 1954  | 14 avril 1955 | Red Wings de Détroit (42-11-11)   | Red Wings de Détroit         |
| 39 | 1955-1956 | 70 | 6 octobre 1955  | 10 avril 1956 | Canadiens de Montréal (45-15-10)  | Canadiens de Montréal        |
| 40 | 1956-1957 | 70 | 11 octobre 1956 | 16 avril 1957 | Red Wings de Détroit (38-20-12)   | Canadiens de Montréal        |
| 41 | 1957-1958 | 70 | 8 octobre 1957  | 20 avril 1958 | Canadiens de Montréal (43-17-10)  | Canadiens de Montréal        |
| 42 | 1958-1959 | 70 | 8 octobre 1958  | 18 avril 1959 | Canadiens de Montréal (39-18-13)  | Canadiens de Montréal        |
| 43 | 1959-1960 | 70 | 7 octobre 1959  | 14 avril 1960 | Canadiens de Montréal (40-18-12)  | Canadiens de Montréal        |
| 44 | 1960-1961 | 70 | 5 octobre 1960  | 16 avril 1961 | Canadiens de Montréal (41-19-10)  | Black Hawks de Chicago       |
| 45 | 1961-1962 | 70 | 11 octobre 1961 | 22 avril 1962 | Canadiens de Montréal (42-14-14)  | Maple Leafs de Toronto       |
| 46 | 1962-1963 | 70 | 12 octobre 1962 | 18 avril 1963 | Maple Leafs de Toronto (35-23-12) | Maple Leafs de Toronto       |
| 47 | 1963-1964 | 70 | 8 octobre 1963  | 25 avril 1964 | Canadiens de Montréal (36-21-13)  | Maple Leafs de Toronto       |
| 48 | 1964-1965 | 70 | 12 octobre 1964 | 1er mai 1965  | Red Wings de Détroit (40-23-7)    | Canadiens de Montréal        |
| 49 | 1965-1966 | 70 | 23 octobre 1965 | 5 mai 1966    | Canadiens de Montréal (41-21-8)   | Canadiens de Montréal        |
| 50 | 1966-1967 | 70 | 19 octobre 1966 | 2 mai 1967    | Black Hawks de Chicago (41-17-12) | Maple Leafs de Toronto       |

## Les expansions (1967-1992)
Au cours des années 1960, les équipes des ligues mineures, notamment les équipes des États-Unis, deviennent de plus en plus compétitives. La Western Hockey League devient de plus en plus présente et menace même de devenir une ligue professionnelle. Cette ligue pourrait alors avoir le droit de conquérir la Coupe Stanley. En 1967, la LNH se sent forcée, pour la première fois depuis les années 1920, d'envisager une expansion et c'est ainsi que six nouvelles équipes s'ajoutent au calendrier, créant une nouvelle division et incorporant des joueurs d'autres équipes au cours du repêchage d'expansion : les Blues de Saint-Louis, les Seals d'Oakland, les Flyers de Philadelphie, les North Stars du Minnesota, les Penguins de Pittsburgh et enfin les Kings de Los Angeles. Avec l'ajout de six nouvelles équipes et d'une nouvelle division, les séries éliminatoires de la Coupe Stanley sont allongées avec un premier tour qui implique les quatre meilleures équipes de chaque division.
| No | Saison    | Nb. | PJ | Premier match   | Dernier match | Meilleure équipe de la saison     | Champion de la LNH     | Remarque |
| -- | --------- | --- | -- | --------------- | ------------- | --------------------------------- | ---------------------- | --- |
| 51 | 1967-1968 | 12  | 74 | 11 octobre 1967 | 11 mai 1968   | Canadiens de Montréal (42-22-10)  | Canadiens de Montréal  | |
| 52 | 1968-1969 | 12  | 76 | 11 octobre 1968 | 4 mai 1969    | Canadiens de Montréal (46-19-11)  | Canadiens de Montréal  | |
| 53 | 1969-1970 | 12  | 76 | 11 octobre 1969 | 10 mai 1970   | Black Hawks de Chicago (45-22-9)  | Bruins de Boston       | |
| 54 | 1970-1971 | 14  | 78 | 9 octobre 1970  | 18 mai 1971   | Bruins de Boston (57-14-7)        | Canadiens de Montréal  | Les Sabres de Buffalo et les Canucks de Vancouver font leurs débuts dans la LNH. Les Seals d'Oakland deviennent les Golden Seals de la Californie.                                            |
| 55 | 1971-1972 | 14  | 78 | 8 octobre 1971  | 11 mai 1972   | Bruins de Boston (54-13-11)       | Bruins de Boston       | |
| 56 | 1972-1973 | 16  | 78 | 7 octobre 1972  | 10 mai 1973   | Canadiens de Montréal (52-10-16)  | Canadiens de Montréal  | |
| 57 | 1973-1974 | 16  | 78 | 10 octobre 1973 | 19 mai 1974   | Bruins de Boston (52-17-9)        | Flyers de Philadelphie | Les Islanders de New York et les Flames d'Atlanta rejoignent la LNH. |
| 58 | 1974-1975 | 18  | 80 | 9 octobre 1974  | 27 mai 1975   | Flyers de Philadelphie (51-18-11) | Flyers de Philadelphie | Les Scouts de Kansas City et les Capitals de Washington rejoignent la LNH. |
| 59 | 1975-1976 | 18  | 80 | 7 octobre 1975  | 16 mai 1976   | Canadiens de Montréal (58-11-11)  | Canadiens de Montréal  | |
| 60 | 1976-1977 | 18  | 80 | 5 octobre 1976  | 14 mai 1977   | Canadiens de Montréal (60-8-12)   | Canadiens de Montréal  | Les Golden Seals deviennent les Barons de Cleveland. Les Scouts deviennent les Rockies du Colorado.                                                                                           |
| 61 | 1977-1978 | 18  | 80 | 12 octobre 1977 | 25 mai 1978   | Canadiens de Montréal (59-10-11)  | Canadiens de Montréal  | |
| 62 | 1978-1979 | 17  | 80 | 11 octobre 1978 | 21 mai 1979   | Islanders de New York (51-15-14)  | Canadiens de Montréal  | Les Barons et les North Stars du Minnesota fusionnent et conservent le nom de North Stars du Minnesota.                                                                                       |
| 63 | 1979-1980 | 21  | 80 | 9 octobre 1979  | 24 mai 1980   | Flyers de Philadelphie (48-12-20) | Islanders de New York  | La LNH absorbe l'Association mondiale de hockey et quatre de ses franchises : les Oilers d'Edmonton, les Jets de Winnipeg, les Whalers de la Nouvelle-Angleterre, et les Nordiques de Québec. |
| 64 | 1980-1981 | 21  | 80 | 9 octobre 1980  | 21 mai 1981   | Islanders de New York (48-18-14)  | Islanders de New York  | Les Flames d'Atlanta deviennent les Flames de Calgary. |
| 65 | 1981-1982 | 21  | 80 | 6 octobre 1981  | 16 mai 1982   | Islanders de New York (54-16-10)  | Islanders de New York  | |
| 66 | 1982-1983 | 21  | 80 | 5 octobre 1982  | 17 mai 1983   | Bruins de Boston (50-20-10)       | Islanders de New York  | Les Rockies deviennent les Devils du New Jersey. |
| 67 | 1983-1984 | 21  | 80 | 4 octobre 1983  | 19 mai 1984   | Oilers d'Edmonton (57-18-5)       | Oilers d'Edmonton      | |
| 68 | 1984-1985 | 21  | 80 | 11 octobre 1984 | 30 mai 1985   | Flyers de Philadelphie (53-20-7)  | Oilers d'Edmonton      | |
| 69 | 1985-1986 | 21  | 80 | 10 octobre 1985 | 24 mai 1986   | Oilers d'Edmonton (56-17-7)       | Canadiens de Montréal  | |
| 70 | 1986-1987 | 21  | 80 | 9 octobre 1986  | 31 mai 1987   | Oilers d'Edmonton (50-24-6)       | Oilers d'Edmonton      | Les Black Hawks deviennent les Blackhawks de Chicago. |
| 71 | 1987-1988 | 21  | 80 | 8 octobre 1987  | 26 mai 1988   | Flames de Calgary (48-23-9)       | Oilers d'Edmonton      | |
| 72 | 1988-1989 | 21  | 80 | 6 octobre 1988  | 25 mai 1989   | Flames de Calgary (54-17-9)       | Flames de Calgary      | |
| 73 | 1989-1990 | 21  | 80 | 5 octobre 1989  | 24 mai 1990   | Bruins de Boston (46-25-9)        | Oilers d'Edmonton      | |
| 74 | 1990-1991 | 21  | 80 | 4 octobre 1990  | 25 mai 1991   | Blackhawks de Chicago (49-23-8)   | Penguins de Pittsburgh | |
| 75 | 1991-1992 | 22  | 80 | 3 octobre 1991  | 1er juin 1992 | Rangers de New York (50-25-5)     | Penguins de Pittsburgh | Les Sharks de San José rejoignent la LNH. |

## Le début des temps modernes (de 1992 à 2004)
En 1993, en même temps que Gary Bettman devient le nouveau commissaire de la LNH, la structure de la ligue change une nouvelle fois avec la mise en place la association de l'Est et celle de l'Ouest, elles-mêmes composées de deux divisions. Les noms des associations changent ainsi que la composition des équipes afin d'avoir une logique géographique, plus facile à comprendre pour le grand public. Par la suite, deux saisons sont perturbées par des grèves : la saison 1994-1995 ne débute qu'en février et ne compte que 48 matchs ; la saison 2004-2005 est quant à elle complètement supprimée. En 2000-2001, trente équipes participent à la saison régulière, portant le nombre de divisions à six.
| 76 | 1992-1993 | 24                                     | 84                                     | 6 octobre 1992                         | 9 juin 1993                            | Penguins de Pittsburgh (56-21-7)       | Canadiens de Montréal (24)             | Les Sénateurs d'Ottawa et le Lightning de Tampa Bay rejoignent la LNH.                                                                            |                                        |                                        |
| 77 | 1993-1994 | 26                                     | 84                                     | 5 octobre 1993                         | 14 juin 1994                           | Rangers de New York (52-24-8)          | Rangers de New York (4)                | Les Mighty Ducks d'Anaheim et les Panthers de la Floride rejoignent la LNH alors que les North Stars du Minnesota deviennent les Stars de Dallas. |                                        |                                        |
| 78 | 1994-1995 | 26                                     | 48                                     | 20 janvier 1994                        | 24 juin 1995                           | Red Wings de Détroit (33-11-4)         | Devils du New Jersey (1)               | |                                        |                                        |
| 79 | 1995-1996 | 26                                     | 82                                     | 6 octobre 1995                         | 10 juin 1996                           | Red Wings de Détroit (62-13-7)         | Avalanche du Colorado (1)              | Les Nordiques de Québec deviennent l'Avalanche du Colorado.                                                                                       |                                        |                                        |
| 80 | 1996-1997 | 26                                     | 82                                     | 4 octobre 1996                         | 7 juin 1997                            | Avalanche du Colorado (49-24-9)        | Red Wings de Détroit (8)               | Les Jets de Winnipeg deviennent les Coyotes de Phoenix.                                                                                           |                                        |                                        |
| 81 | 1997-1998 | 26                                     | 82                                     | 1er octobre 1997                       | 16 juin 1998                           | Stars de Dallas (49-22-11)             | Red Wings de Détroit (9)               | Les Whalers de Hartford deviennent les Hurricanes de la Caroline.                                                                                 |                                        |                                        |
| 82 | 1998-1999 | 27                                     | 82                                     | 9 octobre 1998                         | 19 juin 1999                           | Stars de Dallas (51-19-12)             | Stars de Dallas (1)                    | Les Predators de Nashville se joignent à la LNH.                                                                                                  |                                        |                                        |
| 83 | 1999-2000 | 28                                     | 82                                     | 1er octobre 1999                       | 10 juin 2000                           | Blues de Saint-Louis (51-19-11)        | Devils du New Jersey (2)               | Les Thrashers d'Atlanta rejoignent la LNH. |                                        |                                        |
| 84 | 2000-2001 | 30                                     | 82                                     | 4 octobre 2000                         | 9 juin 2001                            | Avalanche du Colorado (52-16-10-4)     | Avalanche du Colorado (2)              | Le Wild du Minnesota et les Blue Jackets de Columbus rejoignent la LNH.                                                                           |                                        |                                        |
| 85 | 2001-2002 | 30                                     | 82                                     | 3 octobre 2001                         | 13 juin 2002                           | Red Wings de Détroit (51-17-10-4)      | Red Wings de Détroit (10)              | |                                        |                                        |
| 86 | 2002-2003 | 30                                     | 82                                     | 9 octobre 2002                         | 9 juin 2003                            | Sénateurs d'Ottawa (52-21-8)           | Devils du New Jersey (3)               | |                                        |                                        |
| 87 | 2003-2004 | 30                                     | 82                                     | 8 octobre 2003                         | 7 juin 2004                            | Red Wings de Détroit (48-21-11)        | Lightning de Tampa Bay (1)             | |                                        |                                        |
|    | 2004-2005 | Saison annulée en raison d'un lock-out | Saison annulée en raison d'un lock-out | Saison annulée en raison d'un lock-out | Saison annulée en raison d'un lock-out | Saison annulée en raison d'un lock-out | Saison annulée en raison d'un lock-out | Saison annulée en raison d'un lock-out | Saison annulée en raison d'un lock-out | Saison annulée en raison d'un lock-out |

## L'ère post-lock-out (depuis 2005)
| No  | Saison    | Nb. | PJ      | Premier match     | Dernier match     | Meilleure équipe de la saison     | Champion de la LNH            | Remarque |
| --- | --------- | --- | ------- | ----------------- | ----------------- | --------------------------------- | ----------------------------- | --- |
| 88  | 2005-2006 | 30  | 82      | 5 octobre 2005    | 19 juin 2006      | Red Wings de Détroit (58-16-8)    | Hurricanes de la Caroline (1) | |
| 89  | 2006-2007 | 30  | 82      | 4 octobre 2006    | 6 juin 2007       | Sabres de Buffalo (53-22-7)       | Ducks d'Anaheim (1)           | Les Mighty Ducks d'Anaheim deviennent les Ducks d'Anaheim.                                                                                    |
| 90  | 2007-2008 | 30  | 82      | 29 septembre 2007 | 4 juin 2008       | Red Wings de Détroit (54-21-7)    | Red Wings de Détroit (11)     | |
| 91  | 2008-2009 | 30  | 82      | 4 octobre 2008    | 12 juin 2009      | Sharks de San José (53-18-11)     | Penguins de Pittsburgh (3)    | |
| 92  | 2009-2010 | 30  | 82      | 1er octobre 2009  | 9 juin 2010       | Capitals de Washington (54-15-3)  | Blackhawks de Chicago (4)     | |
| 93  | 2010-2011 | 30  | 82      | 7 octobre 2010    | 15 juin 2011      | Canucks de Vancouver (54-19-9)    | Bruins de Boston (6)          | |
| 94  | 2011-2012 | 30  | 82      | 6 octobre 2011    | 11 juin 2012      | Canucks de Vancouver (51-22-9)    | Kings de Los Angeles (1)      | Les Thrashers d'Atlanta deviennent les Jets de Winnipeg.                                                                                      |
| 95  | 2012-2013 | 30  | 48      | 19 janvier 2013   | 24 juin 2013      | Blackhawks de Chicago (36-7-5)    | Blackhawks de Chicago (5)     | |
| 96  | 2013-2014 | 30  | 82      | 1er octobre 2013  | 13 juin 2014      | Bruins de Boston (54-19-9)        | Kings de Los Angeles (2)      | |
| 97  | 2014-2015 | 30  | 82      | 8 octobre 2014    | 15 juin 2015      | Rangers de New York (53-22-7)     | Blackhawks de Chicago (6)     | Les Coyotes de Phoenix deviennent les Coyotes de l'Arizona.                                                                                   |
| 98  | 2015-2016 | 30  | 82      | 7 octobre 2015    | 12 juin 2016      | Capitals de Washington (56-18-8)  | Penguins de Pittsburgh (4)    | |
| 99  | 2016-2017 | 30  | 82      | 12 octobre 2016   | 11 juin 2017      | Capitals de Washington (55-19-8)  | Penguins de Pittsburgh (5)    | |
| 100 | 2017-2018 | 31  | 82      | 4 octobre 2017    | 7 juin 2018       | Predators de Nashville (53-18-11) | Capitals de Washington (1)    | Les Golden Knights de Vegas rejoignent la LNH.                                                                                                |
| 101 | 2018-2019 | 31  | 82      | 3 octobre 2018    | 12 juin 2019      | Lightning de Tampa Bay (62-16-4)  | Blues de Saint-Louis (1)      | |
| 102 | 2019-2020 | 31  | 68 à 71 | 2 octobre 2019    | 28 septembre 2020 | Bruins de Boston (44-14-12)       | Lightning de Tampa Bay (2)    | La saison, perturbée par la pandémie de Covid-19, se termine 363 jours après son coup d'envoi et dans deux « bulles », à Toronto et Edmonton. |
| 103 | 2020-2021 | 31  | 56      | 13 janvier 2021   | 7 juillet 2021    | Avalanche du Colorado (39-13-4)   | Lightning de Tampa Bay (3)    | Saison raccourcie (pandémie de Covid-19). |
| 104 | 2021-2022 | 32  | 82      | 12 octobre 2021   | 26 juin 2022      | Panthers de la Floride (58-18-6)  | Avalanche du Colorado (3)     | Le Kraken de Seattle rejoint la LNH. |
| 105 | 2022-2023 | 32  | 82      | 7 octobre 2022    | 13 juin 2023      | Bruins de Boston (65-12-5)        | Golden Knights de Vegas (1)   | |
| 106 | 2023-2024 | 32  | 82      | 10 octobre 2023   |                   | Rangers de New York (55-23-4)     |                               | |
| 107 | 2024-2025 | 32  | 82      |                   |                   |                                   |                               | Le Club de hockey de l'Utah remplace les Coyotes de l'Arizona.                                                                                |